# Lalemancja iberyjska
Lalemancja iberyjska, fałdzistka iberyjska (Lallemantia iberica Fisch. et Mey) – jednoroczna roślina oleista z rodziny jasnotowatych (wargowych). Pochodzi z Azji Mniejszej, Zakaukazia, Turkmenistanu. W Polsce była tylko w uprawie doświadczalnej. Uprawiana ze względu na nasiona, o krótkim okresie wegetacyjnym trwającym 70–95 dni.

## Morfologia
PokrójRoślina o wysokości do 50 cm, o czterograniastej łodydze, rozgałęziającej się nad samą ziemią.
LiścieDolne ząbkowane, podłużnie jajowato-lancetowate. Górne liście w kwiatostanie wąsko-lancetowate, mocno ząbkowane, opatrzone ostkami.
KwiatyZebrane w okółki po 5-8 dookoła łodygi, białe, różowe lub niebieskie.
OwoceDrobne, brązowe rozłupki.

## Zastosowanie
- Z nasion zawierających do 40% tłuszczu wyrabia się olej o dużej wartości technicznej, szybko schnący, który używany jest głównie do produkcji lakierów, farb i pokostów.

- Po wyciśnięciu oleju pozostaje makuch zawierający ok. 20% białka, który jest pożywną paszą treściwą dla zwierząt gospodarskich.